# 拱枝绣线菊
拱枝绣线菊（学名：Spiraea arcuata），为蔷薇科绣线菊属下的一个植物种。其种加词“arcuata”意为“弓形的”、“弯曲的”。

## 变种
- Spiraea arcuata var. arcuata
- Spiraea arcuata var. karnalica Businský